# 弗朗賽冰川
66°33′S 138°15′E / 66.550°S 138.250°E
弗朗賽冰川（Français Glacier），是南極洲的冰川，位於阿黛利地，長22公里、寬7公里，終點在拉萬灣以西，以法國探險隊船隻命名，現時由南極條約體系管理。